# Cristianesimo alla prova
Cristianesimo alla prova è una collana di saggi antologici del sacerdote cattolico e teologo Luigi Giussani, fondatore del movimento Comunione e Liberazione.

## Storia editoriale
Pubblicata per l'etichetta BUR, la serie Cristianesimo alla prova contiene la trascrizione in ordine cronologico delle lezioni e delle omelie di don Giussani e delle assemblee svolte durante gli annuali esercizi spirituali della Fraternità di Comunione e Liberazione, a partire dal 1982, anno del riconoscimento pontificio dell'associazione.
I testi dei libri sono stati redatti a partire dalla trascrizione delle registrazioni conservate presso l'archivio della Fraternità, come avvenuto per molti dei testi del sacerdote brianzolo che ha sempre preferito come metodo pedagogico e educativo il discorso orale attraverso cui si è negli anni comunicato il suo pensiero.
Ogni volume è aperto da una prefazione del curatore Julián Carrón, il sacerdote spagnolo che è succeduto a Giussani alla guida della Fraternità di Comunione e Liberazione.

## La serie

### Una strana compagnia
Il primo volume fu pubblicato nel 2017 e raccoglie i testi degli esercizi spirituali dal 1982 al 1984 ed è aperto da una prefazione Carrón intitolata L'amore di Cristo ci strugge
Indice
- Prefazione di Julián Carrón, L'amore di Cristo ci strugge
- 1982 – Il cuore della vita
- 1983 – Appartenenza e moralità
- 1984 – «Io vi chiamo amici»

### La convenienza umana della fede
A un anno di distanza dal primo, nel 2018 fu pubblicato il secondo volume della serie che raccoglie i testi degli esercizi spirituali dal 1985 al 1987. La prefazione di Julián Carrón è intitolata Nacque il tuo nome da ciò che fissavi.
Indice
- Prefazione di Julián Carrón, Nacque il tuo nome da ciò che fissavi
- 1985 – Ricominciare sempre
- 1986 – Il volto del Padre
- 1987 – Sperimentare Cristo in un rapporto reale e storico

### La verità nasce dalla carne
Indice
- Prefazione di Julián Carrón, Un cuore dentro tutte le cose
- 1988 – Vivere con gioia la terra del Mistero
- 1989 – Occorre soffrire perché la verità non si cristallizzi in dottrina, ma nasca dalla carne
- 1990 – Guardare Cristo

### Un avvenimento nella vita dell'uomo
Indice
- Prefazione di Julián Carrón, Fatti per la gioia
- 1991 – Redemptoris missio
- 1992 – Dare la propria vita per l’opera di un Altro
- 1993 – Questa cara gioia sopra la quale ogni virtù si fonda

### Attraverso la compagnia dei credenti
Indice
- Prefazione di Julián Carrón, Il crocevia tra l'essere e il nulla
- 1994 – Il tempo si fa breve
- 1995 – Si può vivere così
- 1996 – Alla ricerca del volto umano

### Dare la vita per l'opera di un Altro
Il sesto e ultimo volume della serie è stato pubblicato il 16 novembre 2021 e contiene le lezioni e gli interventi di Giussani tra il 1997 e il 2004. Il volume contiene gli ultimi esercizi spirituali della Fraternità predicati da Giussani nel 1999. In seguito, e fino alla sua morte avvenuta nel 2005, intervenne solo in videoconferenza per interventi conclusivi o saluti che sono stati raccolti nel volume.
Indice
- Prefazione di Julián Carrón, È la vita della mia vita, Cristo
- 1997– Tu o dell'amicizia
- 1998 – Il miracolo del cambiamento
- 1999 – Cristo è tutto in tutti
- 2000-2004 – Interventi e saluti
  - Intervento conclusivo agli esercizi spirituali del 2000, Che cos'è l'uomo e come fa a saperlo
  - Intervento conclusivo agli esercizi spirituali del 2001, Abramo: la nascita dell'io
  - Intervento conclusivo agli esercizi spirituali del 2002, Pur vivendo nella carne, vivo nella fede del Figlio di Dio
  - Interventi agli esercizi spirituali del 2004, Il destino dell'uomo

## Titoli
- Luigi Giussani, Una strana compagnia, collana Cristianesimo alla prova, vol. 1, 1ª ed., Milano, BUR, maggio 2017,  p. 332, ISBN 978-88-17-09508-2.
- Luigi Giussani, La convenienza umana della fede, collana Cristianesimo alla prova, vol. 2, 1ª ed., Milano, BUR, giugno 2018,  p. 295, ISBN 978-88-17-10268-1.
- Luigi Giussani, La verità nasce dalla carne, collana Cristianesimo alla prova, vol. 3, 1ª ed., Milano, BUR, aprile 2019,  p. 304, ISBN 978-88-17-11785-2.
- Luigi Giussani, Un avvenimento nella vita dell'uomo, collana Cristianesimo alla prova, vol. 4, 1ª ed., Milano, BUR, aprile 2020,  p. 304, ISBN 978-88-17-14583-1.
- Luigi Giussani, Attraverso la compagnia dei credenti, collana Cristianesimo alla prova, vol. 5, 1ª ed., Milano, BUR, aprile 2021,  p. 252, ISBN 978-88-17-15608-0.
- Luigi Giussani, Dare la vita per l'opera di un Altro, collana Cristianesimo alla prova, vol. 6, 1ª ed., Milano, BUR, novembre 2021,  p. 264, ISBN 978-88-17-15722-3.